# Cuisine créole

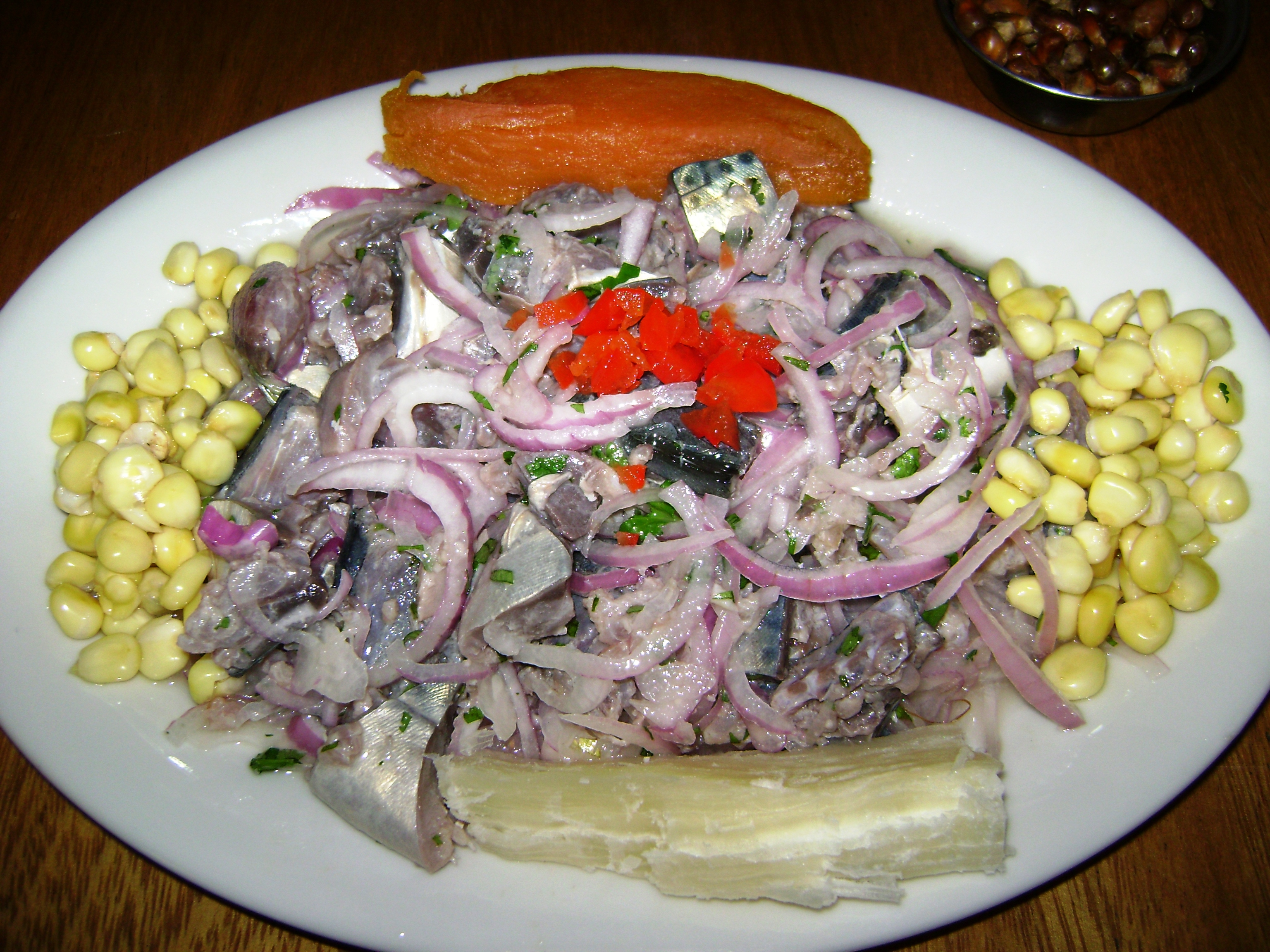
Le ceviche, un plat représentatif de la gastronomie créole présente dans différentes régions côtières d'Amérique latine.

La cuisine créole est un style de cuisine né à l'époque coloniale de la fusion des cultures européennes, africaines et américaines précolombiennes. « Créole » est un terme qui désigne les personnes d'origine européenne qui sont nées dans le Nouveau Monde et s'y sont adaptées (melting pot). Les créoles constituaient une classe sociale importante dans l'empire colonial français, l'empire portugais et l'empire espagnol principalement.
La cuisine créole est présente dans différentes régions du monde qui étaient autrefois des colonies européennes. On trouve de la nourriture créole en Louisiane, au Brésil, au Pérou, en Guyane, aux Antilles françaises, sur l'île de La Réunion), en Jamaïque, à Annobón (Guinée équatoriale), au Cap-Vert, en République dominicaine... Dans chaque région, la cuisine créole a été adaptée aux produits locaux (il n'y a donc pas de cuisine créole « unique »), mais elles ont certaines caractéristiques en commun :
- Association de produits très disparates dans un même plat (par rapport à la gastronomie européenne traditionnelle).
- Saveurs très épicées, mélanges de sucré et de salé, et préparations avec piquant.
- Techniques culinaires courantes relativement simples[2], telles que la friture ou le ragoût de viande. Les marinades sont également courantes[3]. Les plats grillés sont rares[1].

De nombreux plats créoles sont nommés avec la terminaison a la criolla, comme le pollo a la criolla ou les colitas de res a la criolla. Ou simplement avec l'adjectif « créole », comme dans vinaigre créole ou chorizo créole. Aussi en français « à la créole » ou simplement « créole », comme dans le pâté créole.

## Cuisines aux origines créoles
- Cuisine guyanaise
- Cuisine antillaise
- Cuisine réunionnaise
- Cuisine haïtienne
- Cuisine brésilienne
- Cuisine louisianaise
- Cuisine du Cap-Vert
- Cuisine mauricienne